# Samori Touré

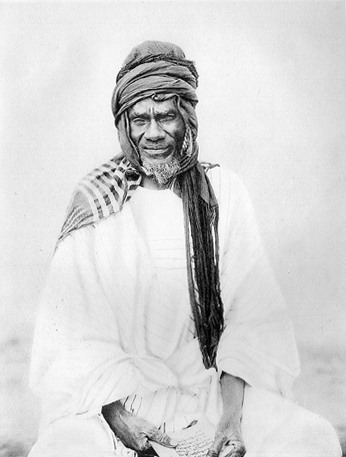
Samori Touré

Samori Touré (Ture) (ur. ok. 1835, zm. 2 czerwca 1900) – muzułmański wódz z plemienia Diula. Stworzył w drugiej połowie XIX wieku rozległe państwo na obszarze dzisiejszej Gwinei, Mali i Wybrzeża Kości Słoniowej, zwane Wassulu, którym władał w latach 1878-1898.
Prowadził ciężkie walki z wojskami francuskimi, usiłującymi skolonizować te obszary.
Jego prawnuk Ahmed Sékou Touré został pierwszym prezydentem niepodległej Gwinei.

## Życiorys
Wywodził się z kupieckiej rodziny z Sanakoro w Gwinei. Początkowo był żołnierzem, na służbie Sere Burlaja, władcy Moriuledugu. W 1859 porzucił służbę u Sere Burlaja i rozpoczął zaciąg wojowników na własny rachunek, obiecując im 2/3 zdobytych łupów (zamiast zwyczajowej połowy). W 1868 roku przyjął tytuł "almami", przywódcy religijnego, i przejął władzę nad Bissandugu. W latach siedemdziesiątych XIX wieku rozpoczął ekspansję terytorialną podporządkowując sobie okoliczne plemiona. Od podbitych ludów ściągał trybut, który umożliwił mu zwiększenie armii i dalsze podbje. W latach osiemdziesiątych był już władcą ziem ciągnących się na wschodzie od górnego Nigru i rozciągających się od Burkina Faso po Futa Dżalon w północno-wschodniej Gwinei. W 1883 roku armia francuska zajęła Bamako w dzisiejszej Mali. Od tego momentu rozpoczęły się zaciekłe walki między Francuzami a Samori, które trwały do 1885 roku. W 1886 roku Samori nie mogąc wyprzeć Francuzów z Mali, zdecydował się na podpisanie w Bissandugu układu pokojowego. Ustalono, że granica między posiadłościami francuskimi a państwem Samoriego przebiegać będzie wzdłuż rzeki Niger. Samori zobowiązał się też do uznania francuskiej zwierzchności. Jednak pokój ten nie trwał długo. W marcu 1891, siły francuskie, dowodzone przez płk. Louisa Archinarda, zaatakowały państwo Samoriego. Wojska francuskie pokonały armię Samoriego i zmusiły do wycofania się do Dabakali na obszarze dzisiejszego Wybrzeża Kości Słoniowej, gdzie stworzył nowe państwo. Od 1896 roku ponownie rozpoczął ekspansję terytorialną atakując prowincje Lobi i Sanufo na obszarze dzisiejszego Burkina Faso. Jego wojska zniszczyły też Numodarę. W trakcie walk z Francuzami zdobył w 1897 roku cały Kong (Wybrzeże Kości Słoniowej), a rok później Banduk (obszar między Wybrzeżem Kości Słoniowej a Ghaną). W końcu jednak kontratak wojsk francuskich ostatecznie rozgromił jego armię. Samori oblężony w Guelemu musiał skapitulować. Francuzi uwięzili go na wyspie rzece Ogooué w Gabonie, gdzie przebywał do śmierci.